# Vojin Lazarević
Vojin Lazarević (srbskou cyrilicí Војин Лазаревић; * 22. února 1942, Nikšić) je bývalý jugoslávský fotbalista černohorské národnosti, útočník. Byl nejlepším střelcem jugoslávské ligy 1968/1969 a 1972/1973. Po skončení aktivní kariéry působil jako trenér. 

## Fotbalová kariéra
Začínal v týmu FK Sutjeska Nikšić. Dále hrál za Crvenu zvezdu Bělehrad, v Belgii za RFC de Liège, ve francouzské lize za AS Nancy, znovu za Crvenu zvezdu Bělehrad, dále v severoamerické NASL za Toronto Metros a aktivní kariéru zakončil v týmu FK Vrbas.
S Crvenou zvezdou se kterou získal čtyři mistrovské tituly a dvakrát vyhrál jugoslávský fotbalový pohár. V jugoslávské lize nastoupil ve 193 ligových utkáních a dal 112 gólů. V Poháru mistrů evropských zemí nastoupil v 10 utkáních a dal 4 góly, v Poháru UEFA nastoupil v 7 utkáních a dal 5 gólů a ve Veletržním poháru nastoupil ve 2 utkáních. Za reprezentaci Jugoslávie nastoupil v letech 1964-1969 v 5 utkáních a dal 1 gól. 

## Ligová bilance
| Ročník                          | Zápasy | Góly | Klub                   |
| ------------------------------- | ------ | ---- | ---------------------- |
| 2. jugoslávská liga 1959/1960   | 1      | 0    | FK Sutjeska Nikšić     |
| 2. jugoslávská liga 1960/1961   | 13     | 3    | FK Sutjeska Nikšić     |
| 2. jugoslávská liga 1961/1962   | 21     | 9    | FK Sutjeska Nikšić     |
| 2. jugoslávská liga 1962/1963   | 30     | 20   | FK Sutjeska Nikšić     |
| 2. jugoslávská liga 1963/1964   | 30     | 27   | FK Sutjeska Nikšić     |
| Jugoslávská Prva liga 1964/1965 | 25     | 6    | FK Sutjeska Nikšić     |
| 2. jugoslávská liga 1965/1966   | 30     | 21   | FK Sutjeska Nikšić     |
| Jugoslávská Prva liga 1966/1967 | 23     | 15   | Crvena zvezda Bělehrad |
| Jugoslávská Prva liga 1967/1968 | 29     | 21   | Crvena zvezda Bělehrad |
| Jugoslávská Prva liga 1968/1969 | 34     | 22   | Crvena zvezda Bělehrad |
| Jugoslávská Prva liga 1969/1970 | 26     | 22   | Crvena zvezda Bělehrad |
| 1. belgická liga 1970/1971      | 6      | 1    | RFC de Liège           |
| Ligue 1 1970/1971               | 19     | 9    | AS Nancy               |
| Ligue 1 1971/1972               | 12     | 3    | AS Nancy               |
| Jugoslávská Prva liga 1971/1972 | 6      | 9    | Crvena zvezda Bělehrad |
| Jugoslávská Prva liga 1972/1973 | 34     | 25   | Crvena zvezda Bělehrad |
| Jugoslávská Prva liga 1973/1974 | 11     | 2    | Crvena zvezda Bělehrad |
| NASL 1974                       | 6      | 4    | Toronto Metros         |
| 2. jugoslávská liga 1974/1975   | 24     | 7    | FK Vrbas               |
| CELKEM 1. jugoslávská liga      | 193    | 112  |                        |
| CELKEM Ligue 1                  | 31     | 12   |                        |
| CELKEM 1. belgická liga         | 6      | 1    |                        |